# Chicago Film Critics Association Awards 2014
La cerimonia di premiazione della 27ª edizione dei Chicago Film Critics Association Awards si è tenuta a Chicago, Illinois, il 15 dicembre 2014, per premiare i migliori film prodotti nel corso dell'anno. Le candidature sono state annunciate il 12 dicembre 2014.

## Vincitori e candidati
I vincitori sono indicati in grassetto.

### Miglior film
- Boyhood, regia di Richard Linklater
- Birdman, regia di Alejandro González Iñárritu
- Grand Budapest Hotel (The Grand Budapest Hotel), regia di Wes Anderson
- Whiplash, regia di Damien Chazelle
- Under the Skin, regia di Jonathan Glazer

### Miglior attore
- Michael Keaton - Birdman
- Eddie Redmayne - La teoria del tutto (The Theory of Everything)
- Jake Gyllenhaal - Lo sciacallo - Nightcrawler (Nightcrawler)
- David Oyelowo - Selma - La strada per la libertà (Selma)
- Benedict Cumberbatch - The Imitation Game

### Migliore attrice
- Julianne Moore - Still Alice
- Marion Cotillard - Due giorni, una notte (Deux jours, une nuit)
- Scarlett Johansson - Under the Skin
- Rosamund Pike - L'amore bugiardo - Gone Girl (Gone Girl)
- Reese Witherspoon - Wild

### Miglior attore non protagonista
- J. K. Simmons - Whiplash
- Ethan Hawke - Boyhood
- Edward Norton - Birdman
- Mark Ruffalo - Foxcatcher - Una storia americana (Foxcatcher)
- Josh Brolin - Vizio di forma (Inherent Vice)

### Migliore attrice non protagonista
- Patricia Arquette - Boyhood
- Emma Stone - Birdman
- Laura Dern - Wild
- Agata Kulesza - Ida
- Jessica Chastain - 1981: Indagine a New York (A Most Violent Year)

### Miglior regista
- Richard Linklater - Boyhood
- Alejandro González Iñárritu - Birdman
- Wes Anderson - Grand Budapest Hotel (The Grand Budapest Hotel)
- David Fincher - L'amore bugiardo - Gone Girl (Gone Girl)
- Christopher Nolan - Interstellar

### Miglior fotografia
- Emmanuel Lubezki - Birdman
- Robert Yeoman - Grand Budapest Hotel (The Grand Budapest Hotel)
- Ryszard Lenczewski e Łukasz Żal - Ida
- Hoyte van Hoytema - Interstellar
- Robert Elswit - Vizio di forma (Inherent Vice)

### Miglior direzione artistica
- Grand Budapest Hotel (The Grand Budapest Hotel)
- Interstellar
- Into The Woods
- Solo gli amanti sopravvivono (Only Lovers Left Alive)
- Snowpiercer

### Miglior montaggio
- Tom Cross - Whiplash
- Douglas Crise e Stephen Mirrione - Birdman
- Sandra Adair - Boyhood
- Kirk Baxter - L'amore bugiardo - Gone Girl (Gone Girl)
- Barney Pilling - Grand Budapest Hotel (The Grand Budapest Hotel)

### Miglior colonna sonora originale
- Micachu - Under the Skin
- Alexandre Desplat - Grand Budapest Hotel (The Grand Budapest Hotel)
- Alexandre Desplat - The Imitation Game
- Antonio Sánchez - Birdman
- Hans Zimmer - Interstellar

### Migliore sceneggiatura originale
- Wes Anderson - Grand Budapest Hotel (The Grand Budapest Hotel)
- Alejandro González Iñárritu, Nicolás Giacobone, Alexander Dinelaris e Armando Bo - Birdman
- Richard Linklater - Boyhood
- John Michael McDonagh - Calvario (Calvary)
- Damien Chazelle - Whiplash

### Migliore sceneggiatura non originale
- Gillian Flynn - L'amore bugiardo - Gone Girl (Gone Girl)
- Graham Moore - The Imitation Game
- Paul Thomas Anderson - Vizio di forma (Inherent Vice)
- Walter Campbell - Under the Skin
- Nick Hornby - Wild

### Miglior film d'animazione
- The LEGO Movie, regia di Phil Lord e Christopher Miller
- Big Hero 6, regia di Don Hall e Chris Williams
- Boxtrolls - Le scatole magiche (The Boxtrolls), regia di Graham Annable e Anthony Stacchi
- Dragon Trainer 2 (How to Train Your Dragon 2), regia di Dean DeBlois
- La storia della Principessa Splendente (かぐや姫の物語), regia di Isao Takahata

### Miglior film documentario
- Life Itself, regia di Steve James
- Citizenfour, regia di Laura Poitras
- Last Days in Vietnam, regia di Rory Kennedy
- Jodorowsky's Dune, regia di Frank Pavich
- The Overnighters, regia di Jesse Moss

### Miglior film in lingua straniera
- Forza maggiore (Turist), regia di Ruben Östlund (Svezia)
- Ida, regia di Paweł Pawlikowski (Polonia/Danimarca)
- Mommy, regia di Xavier Dolan (Canada)
- The Raid 2: Berandal (Serbuan maut 2: Berandal), regia di Gareth Evans (Indonesia)
- Due giorni, una notte (Deux jours, une nuit), regia di Jean-Pierre e Luc Dardenne (Belgio/Francia/Italia)

### Miglior regista rivelazione
- Damien Chazelle - Whiplash
- Dan Gilroy - Lo sciacallo - Nightcrawler (Nightcrawler)
- Jennifer Kent - Babadook (The Babadook)
- Jeremy Saulnier - Blue Ruin
- Justin Simien - Dear White People

### Miglior performance rivelazione
- Jack O'Connell - Il ribelle - Starred Up (Starred Up) e Unbroken
- Ellar Coltrane - Boyhood
- Gugu Mbatha-Raw - La ragazza del dipinto (Belle) e Beyond the Lights - Trova la tua voce (Beyond the Lights)
- Tony Revolori - Grand Budapest Hotel (The Grand Budapest Hotel)
- Jenny Slate - Il bambino che è in me - Obvious Child (Obvious Child)
- Agata Trzebuchowska - Ida